# Urban Symphony
Urban Symphony (У́рбан Сі́мфоні) — естонський музичний гурт, що представляв Естонію на міжнародному конкурсі «Євробачення 2009» з піснею «Rändajad». Гурт посів 6 місце, набравши при цьому 129 балів.

## Історія
Учасниця гурту Мір'ям Месак вже мала досвід участі в конкурсі «Євробачення». 2007 року в місті Гельсінкі на конкурсі «Євробачення 2007» вона виступала на сцені як бек-вокалістка з естонською співачкою Ґерлі Падар. А Мерілін Конґо 2006 року посіла восьме місце у фіналі естонського відбіркового конкурсу «Eurolaul 2006».
Композитор Свен Лихмус написав пісню 2005 року для естонського гурту Suntribe «Let's Get Loud», яка так і не потрапила до фіналу конкурсу Євробачення 2005, який відбувався в Києві.

## Євробачення 2009
У відбірковому турі в Естонії взяло участь 10 кандидатів. Пісня «Rändajad» (укр. «Мандрівники») здобула 82 % голосів у результаті голосування глядачів і професійного журі й була обрана як представник Естонії на міжнародному пісенному конкурсі «Євробачення 2009».
16 травня 2009 року у финалі конкурсу «Євробачення 2009» гурт посів шосте місце, набравши 129 балів.
1. ↑  запрошені для участі в Євробаченні 2009

## Склад гурту

### Нинішній склад гурту
- Сандра Нурмсалу — вокал, скрипка
- Манн Гельстейн — альт
- Марі Мьольдре — віолончель
- Сільвія Ільвес — віолончель

### Колишні учасники гурту
- Мерілін Конґо — бек-вокал (2009)
- Мір'ям Месак — бек-вокал (2009)
- Йоганна Мянґель — віолончель (2007-2009)

## Дискографія

### Сингли
- «Rändajad» (2009)
- «Päikese poole» (2009)
- «Skorpion» (2010)

## Нагороди
2010 — «Артист року в інтернет-мережі» на Щорічній премії естонської поп-музики. 